# Fregona
Fregona est une commune italienne de la province de Trévise dans la région Vénétie en Italie.

## Administration
| Période                                  | Période | Identité | Étiquette | Qualité |
| ---------------------------------------- | ------- | -------- | --------- | ------- |
|                                          |         |          |           |         |
| Les données manquantes sont à compléter. |         |          |           |         |

### Hameaux
Borgo Luca, Borgo Piai, Borgo Sonego, Breda, Colors, Crosetta, Fratte, Montaner, Mezzavilla, Piadera, Valsalega.

### Communes limitrophes
Caneva, Cappella Maggiore, Cordignano, Farra d'Alpago, Sarmede, Tambre, Vittorio Veneto

### Jumelages
- Seyssel (France) depuis 1992 (département de l'Ain, région Rhône-Alpes)[2]
- Court-Saint-Étienne (Belgique) depuis 2009